# میژنچین (استان لوبوسکی)
میژنچین (به لاتین: Mierzęcin) یک روستا در لهستان است که در گمینا دوبیگنگو واقع شده‌است. میژنچین ۳۵۰ نفر جمعیت دارد.